# Arcugnano
Arcugnano é uma comuna italiana da região do Vêneto, província de Vicenza, com cerca de 6.994 habitantes. Estende-se por uma área de 41 km², tendo uma densidade populacional de 171 hab/km². Faz fronteira com Altavilla Vicentina, Barbarano Vicentino, Brendola, Castegnero, Longare, Mossano, Nanto, Vicenza, Zovencedo.

## Demografia
| Variação demográfica do município entre 1861 e 2011                               |
|                                                                                   |
| Fonte: Istituto Nazionale di Statistica (ISTAT) - Elaboração gráfica da Wikipedia |